# Aphidius pteridis
Aphidius pteridis är en stekelart som beskrevs av Liu 1977. Aphidius pteridis ingår i släktet Aphidius och familjen bracksteklar. Inga underarter finns listade i Catalogue of Life.